# Walter Böhme (Fußballspieler)
Walter Böhme (* 12. September 1919 in Schleswig; † unbekannt) war ein deutscher Fußballspieler und -trainer, der in der Zeit des „Kalten Krieges“ zur Titelfigur eines biografischen Romans von Rainer Kerndl wurde.
Der aus Schleswig-Holstein stammende Fußballer gehörte Mitte der 1940er Jahre dem „Wunderteam“ des FC St. Pauli an, wechselte aber vor Beginn der ersten Oberliga-Saison zu Altona 93. Dort trug er in der Herbstserie 1949 etliche Tore zum letztendlich errungenen Oberliga-Aufstieg 1950 bei, hatte sich aber selbst während der Saison in den unterklassigen Fußball zurückgezogen, wohl wegen enttäuschter Hoffnungen auf einen Arbeitsplatz durch Vermittlung des Vereins. Zahlreiche Comeback-Versuche bei diversen Vereinen scheiterten, obwohl Mitspieler wie Harald Stender dem Stürmer gute Fähigkeiten zusprachen.
Mitte der 1950er Jahre entschloss sich Böhme, in die DDR überzusiedeln. Dort unterschrieb er einen Brief an 300 „Sportfreunde im Westen unserer deutschen Heimat“, in dem er sich vom Vertragsfußball des DFB und „jenen nur im Westen grassierenden Vereinsbossen“ distanzierte, „unter deren Willkür viele von Euch noch zu leiden haben.“
Walter Böhme wurde Spielertrainer in Leipzig und verfasste mit Kerndl das Buch „...spielte für Geld“, das 1958 in Ostberlin erschien. Später lebte er wieder in der Bundesrepublik und war Trainer beim VfB Gießen.

## Trivia
Als Kriegsgastspieler will Böhme in Dresden gespielt haben, doch wird der Vereinsname im Buch nicht genannt. Mit dem Walter Böhme des Dresdner SC, nachher auch Spielertrainer bei Vorwärts Schwerin, war er nicht identisch.

## Verweise
1. ↑  J. R. Prüß: Als Outlaw in den Osten. Wie der FC-Spieler Walter Böhme zu einer literarischen Figur wurde, in: René Martens, Wunder gibt es immer wieder. Die Geschichte des FC St. Pauli, Verlag Die Werkstatt, Göttingen 2002, S. 231
2. ↑  Sport-Magazin vom 20. Mai 1963, Seite 24
3. ↑  Kicker vom 20. Juni 1968, Seite 16, sowie: Gießener Anzeiger vom 24. Juni 2022 (sic)

| Personendaten    | Personendaten                        |
| ---------------- | ------------------------------------ |
| NAME             | Böhme, Walter                        |
| KURZBESCHREIBUNG | deutscher Fußballspieler             |
| GEBURTSDATUM     | 12. September 1919                   |
| GEBURTSORT       | Schleswig                            |
| STERBEDATUM      | 20. Jahrhundert oder 21. Jahrhundert |